# Gia Darling
Gia Darling (Valencia, Califòrnia, 30 de juliol de 1977) és una actriu pornogràfica transsexual, també és directora, productora, i personalitat mediàtica. Va guanyar el premi a l'Artista transsexual de l'any en els Premis AVN de 2006.

## Premis
- 2005 AVN Award for Transsexual Performer of the Year (nominació)
- 2006 AVN Award for Transsexual Performer of the Year
- 2007 AVN Award for Transsexual Performer of the Year (nominació)
- 2011 AVN Hall of Fame inductee